# Miomantis nairobiensis
Miomantis nairobiensis es una especie de mantis de la familia Mantidae.

## Distribución geográfica
Se encuentra en Kenia.